# Tormenta tropical Nicole (2010)
La tormenta tropical Nicole fue un ciclón tropical de corta duración y con una asimetría inusual que causó lluvias destructivas e inundaciones en Jamaica durante la temporada de huracanes del Atlántico de 2010. Fue el decimosexto ciclón tropical y la decimocuarta tormenta con nombre de la temporada, así como la última de ocho tormentas tropicales que se formaron en septiembre. Originada en una amplia depresión monzónica, Nicole se convirtió en depresión tropical sobre el noroeste del mar Caribe el 28 de septiembre. Mantuvo una estructura inusual a medida que avanzaba hacia el noreste, con una circulación de vientos poco definida y pocas tormentas eléctricas cerca de su centro. Nicole se acercó a la costa de Cuba como una tormenta tropical débil, perdiendo su estatus de ciclón tropical sobre el territorio el 29 de septiembre. Los remanentes emergieron sobre las Bahamas y finalmente fueron absorbidos por un sistema extratropical independiente.
Debido a la estructura atípica de Nicole, la convección más intensa se produjo bastante alejada del centro; la mayor parte de la actividad meteorológica se produjo sobre el centro-norte del Caribe. En Jamaica, la tormenta provocó cortes de electricidad generalizados en más de 288.000 viviendas. Precipitaciones extremas de hasta 950 mm (37,42 pulgadas) causaron inundaciones catastróficas en varias parroquias, dañando gravemente o destruyendo 528 viviendas. La devastación se extendió a las tierras de cultivo y al medio ambiente de la isla, que sufrieron una grave contaminación hídrica. En total, Nicole causó daños estimados en 245,4 millones de dólares (USD 2010) en toda Jamaica, y dieciséis víctimas mortales. En otros lugares, se produjeron inundaciones menores en Cuba, Florida y las Islas Caimán. Los remanentes de la tormenta contribuyeron a una gran perturbación en la costa Este de los Estados Unidos, causando daños adicionales y muertes.

## Historia meteorológica
A fines de septiembre de 2010, una amplia franja de clima alterado y baja presión, asociada con la vaguada monzónica y la humedad tropical remanente de la tormenta tropical Matthew, serpenteó sobre el noroeste del mar Caribe. Con una amplia cresta superior anclada a lo largo de la costa de Yucatán, la difluencia en lo alto en la vecindad de la perturbación proporcionó un foco para el desarrollo de convección dispersa. El Centro Nacional de Huracanes (NHC) observó un entorno propicio para el desarrollo tropical y el 27 de septiembre se formó una amplia zona de baja presión en la superficie en medio de la convección. Al día siguiente, las presiones superficiales cayeron de manera constante a medida que los vientos sostenidos alrededor de la zona baja se aproximaban a una fuerza de tormenta tropical. A lo largo del proceso de desarrollo, la cizalladura moderada del viento del oeste sobre la región provocó que la perturbación exhibiera una estructura bastante asimétrica; desarrolló un centro de baja presión alargado el 28 de septiembre, bastante al noroeste de su campo de vientos más fuerte. A pesar de la asimetría, el Centro Nacional de Huracanes (NHC) inició avisos sobre una depresión tropical alrededor de las 15:00 UTC de ese día, después de que las observaciones de superficie y satelitales revelaran un centro de circulación suficientemente definido al oeste de la convección profunda. Sin embargo, las reevaluaciones posteriores a la temporada indicaron que, de hecho, se había formado una tormenta tropical tres horas antes, a unas 75 millas (120 kilómetros) al sur de la Isla de la Juventud en Cuba, que operativamente no recibió el nombre de Nicole hasta un día después.

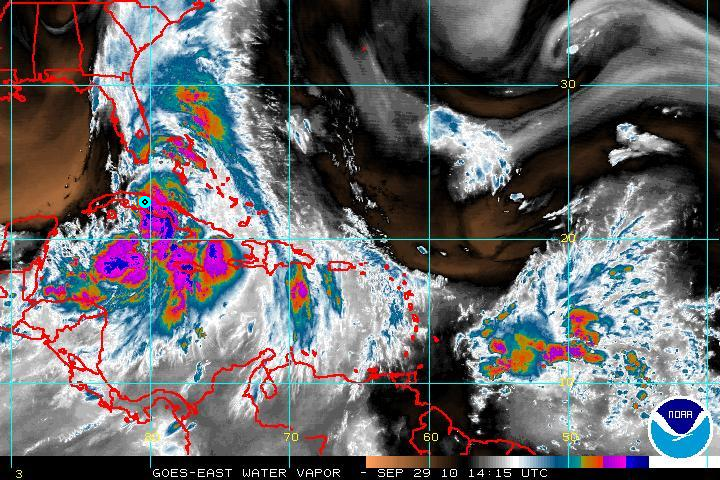
El centro de Nicole cerca de Cuba, con los mayores volúmenes de lluvia al sureste sobre Jamaica, como se muestra en las imágenes de vapor de agua.

Durante la mayor parte de su duración, Nicole mantuvo un movimiento general hacia el noreste, atrapada en el flujo rector entre una gran vaguada de nivel medio y superior y un anticiclón al oeste. A las pocas horas de formarse la tormenta, las observaciones de un vuelo de cazadores de huracanes confirmaron una composición similar a la inicialmente percibida, con las ráfagas y tormentas eléctricas más fuertes dislocadas 400 kilómetros al este del centro mal definido. En comparación, el núcleo estaba formado por vientos ligeros y convección esporádica, una estructura bastante característica de una depresión monzónica del norte del océano Índico. La naturaleza ambigua del sistema generó desacuerdos entre los especialistas en meteorología sobre su clasificación: mientras el Centro Nacional de Huracanes (NHC) mantuvo su estatus de ciclón tropical, el meteorólogo cubano José Rubiera afirmó que "no existe tormenta tropical sobre [Cuba], o cerca de ella", señalando una falta de vientos significativos en las cercanías del país.
Durante el transcurso del 29 de septiembre, los datos de radar mostraron que la convección aumentaba en la mitad norte de la tormenta; también se formaron bandas de tormentas eléctricas intensas en la periferia sureste más cerca del centro, y las boyas meteorológicas y los barcos en esa región observaron vientos sostenidos con fuerza de tormenta tropical. Alrededor de las 12:00 UTC, Nicole alcanzó una intensidad máxima estimada de vientos de 45 millas por hora (72 km/h) y una presión mínima de 995 mbar (29,4 inHg), justo al sur de Cuba. A pesar del aumento de fuerza, la circulación de Nicole pronto se volvió excesivamente alargada e imposible de rastrear sobre el centro de Cuba, lo que llevó al Centro Nacional de Huracanes (NHC) a desclasificarla como ciclón tropical a las 15:00 UTC. El sistema de baja presión remanente comenzó a interactuar con la vaguada vecina que había guiado a Nicole en sus fases tropicales, lo que provocó precipitaciones significativas en las costas del sureste de Estados Unidos. Acelerando hacia el noreste, el sistema adquirió características frontales y se volvió extratropical sobre las Bahamas a las 06:00 UTC del 30 de septiembre, doce horas antes de fusionarse con un sistema en desarrollo sobre el este de Carolina del Norte. La baja presión persistente y el amplio flujo ciclónico sobre el centro-norte del Caribe tras el paso de Nicole contribuyeron al desarrollo del huracán Paula en las primeras semanas de octubre.

## Preparativos

### Caribe
En previsión de una tormenta tropical, el 28 de septiembre se emitieron avisos para las Islas Caimán, el noroeste y centro de las Bahamas y las provincias cubanas de Matanzas, Cienfuegos, Villa Clara, Sancti Spíritus y Ciego de Ávila. Sin embargo, las advertencias se interrumpieron al día siguiente tras informes de la rápida disipación de la tormenta. Después de que los meteorólogos advirtieran sobre condiciones meteorológicas severas en las Islas Caimán, las escuelas y las oficinas gubernamentales cerraron en las zonas bajas, y los equipos de emergencia limpiaron los desagües pluviales y prepararon refugios. Las tormentas eléctricas en gran Caimán obligaron a Cayman Airways a cancelar todos los vuelos exprés a Caimán Brac y pequeño Caimán el 29 de octubre; se proporcionó un servicio de jet resistente a la intemperie a los pasajeros varados. Se requirió una alerta marina para las tres islas debido a las fuertes condiciones del mar.
En Jamaica, una alerta de inundaciones repentinas permaneció vigente para las regiones propensas a inundaciones durante cuatro días, y finalmente fue suspendida el 3 de octubre. Las escuelas y varios negocios, incluida la Embajada de Estados Unidos en Kingston, cerraron el 29 y 30 de septiembre mientras la isla se preparaba para fuertes lluvias. El transporte público se suspendió en toda la isla la tarde del 29 de septiembre y se advirtió a los intereses navieros que aseguraran sus embarcaciones. En el punto álgido de la tormenta, funcionarios del ejército y la policía patrullaron la isla en caso de emergencia.

### Estados Unidos

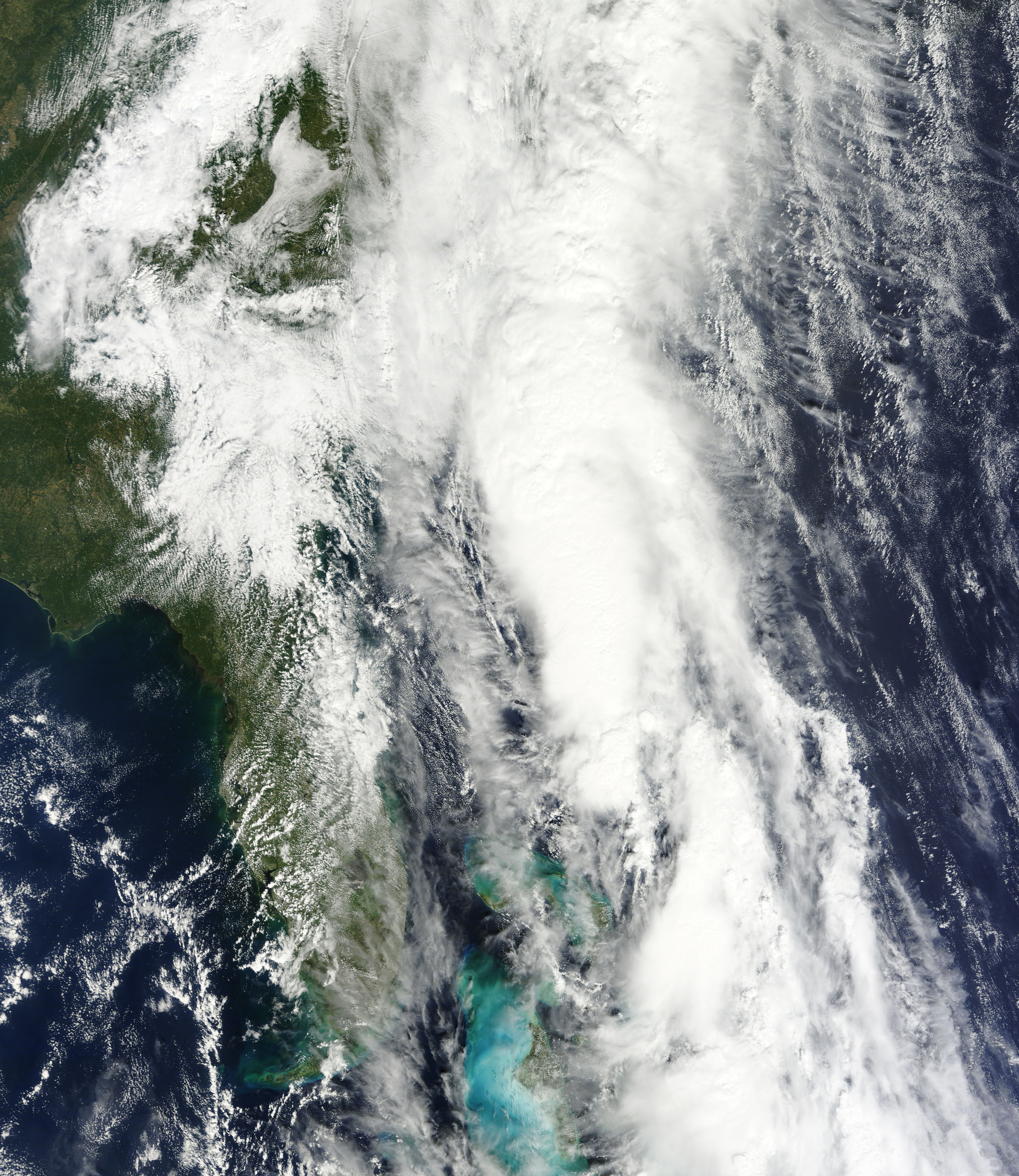
TLos restos de Nicole se acercan a Carolina del Sur el 30 de septiembre

El 28 de septiembre se emitieron avisos de tormenta tropical para los cayos de Florida, la bahía de Florida y desde la costa de Jupiter Inlet hacia el sur hasta cabo Sable. Se emitió un aviso de tormenta tropical para el norte continental desde Jupiter Inlet hasta Sebastian Inlet y al norte de East Cape Sable hasta Chokoloskee. Las advertencias y la vigilancia se suspendieron al día siguiente, después de que ya no se esperaba un impacto directo. En ese momento, una alerta de inundación seguía vigente para los condados de Palm Beach, Broward, Miami-Dade, Collier y Monroe hasta el 30 de septiembre. El 28 de septiembre se emitió una alerta meteorológica para el Aeropuerto Internacional de Orlando y el Aeropuerto Ejecutivo; los vuelos que llegaban se suspendieron y los pilotos fueron redirigidos a otros aeropuertos, si era posible. Ocho vuelos de Southwest Airlines fueron desviados a los aeropuertos de Tampa y Jacksonville, y un vuelo de JetBlue a West Palm Beach. Aunque posteriormente las autoridades aeroportuarias informaron que las condiciones eran normales, al día siguiente se cancelaron otros 26 vuelos en el Aeropuerto Internacional de Miami. La Liga Nacional de Hockey pospuso un partido de pretemporada de los Florida Panthers.
En los condados de Brunswick y New Hanover, Carolina del Norte, las autoridades habilitaron refugios el 29 de septiembre para alojar a los residentes varados que no podían acceder a sus hogares. Varias escuelas en New Hanover y el condado de Pender permanecieron cerradas a la mañana siguiente debido al empeoramiento de las condiciones de la tormenta causada por la tormenta posterior a Nicole. Ante la amenaza de lluvias prolongadas, se emitió una alerta de inundación para el condado de Kent, Maryland, del 30 de septiembre al 1 de octubre. También en la zona, el Servicio Meteorológico Nacional declaró una alerta de inundación costera y una alerta de viento para el 30 de septiembre.

## Impactos

### Antillas Mayores

#### Jamaica

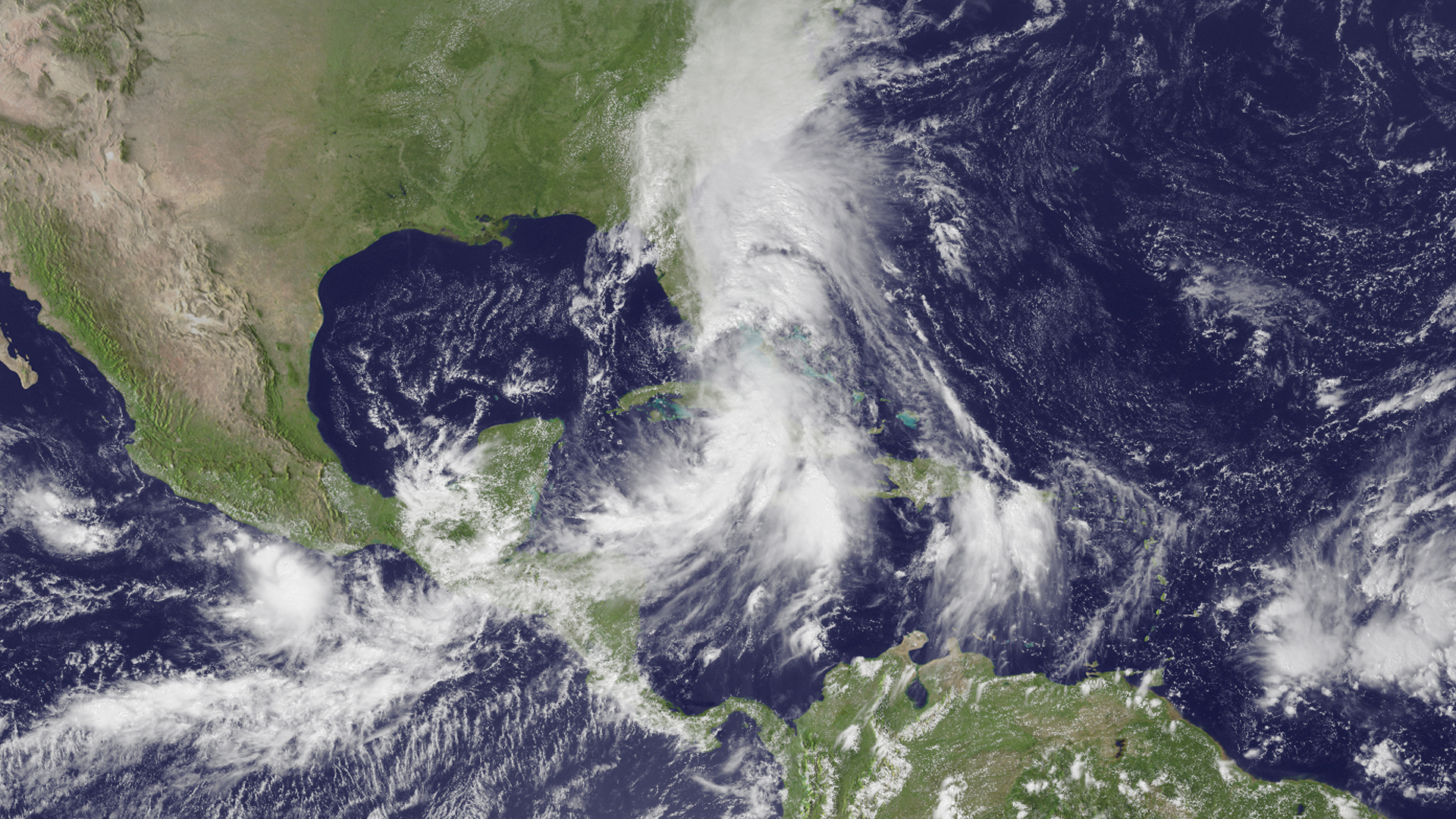
Nicole sobre Jamaica, Cuba y las Bahamas el 29 de septiembre

Nicole y su perturbación precursora provocaron fuertes lluvias en gran parte de Jamaica durante varios días. Se registró un máximo total de 950 mm (37,42 pulgadas) en Belleisle, parroquia de Westmoreland, del 26 al 30 de septiembre; la mayoría de las demás parroquias recibieron al menos 300 mm (12 pulgadas) durante el mismo período. Con un período de retorno de 30 años, estas cantidades triplicaron el promedio mensual de lluvia de septiembre en varias localidades. Si bien el régimen de vientos a gran escala sobre la isla se mantuvo suave, las intensas bandas convectivas de la tormenta produjeron tres microrráfagas: pequeñas corrientes descendentes de vientos intensos. Con decenas de riberas de ríos y vías fluviales bloqueadas, los peores efectos se debieron a deslizamientos de tierra e inundaciones particularmente graves en numerosas comunidades, principalmente en las parroquias del sur.

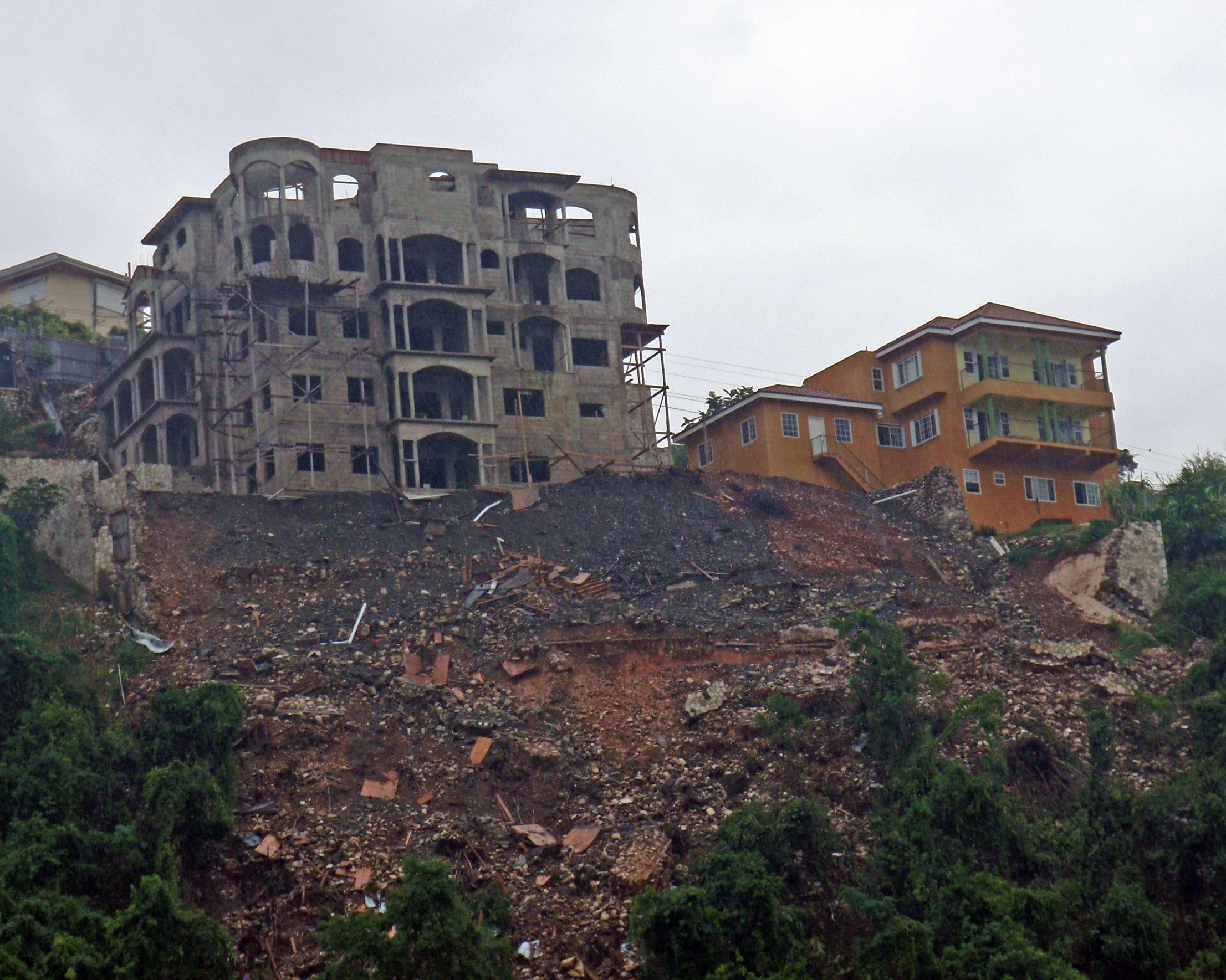
Un cobertizo se derrumbó en la parroquia de Saint Andrew, Jamaica, y murieron los tres trabajadores de la construcción que se encontraban en el interior.

El desastre afectó a 507.831 personas en la isla; resultó en 16 muertos (14 confirmados) y 42 heridos. En Sandy Park, parroquia de Saint Andrew, una casa junto a un barranco de la calle sucumbió a los efectos de la tormenta; se recuperaron cinco cuerpos cerca del lugar, mientras que el último habitante desaparecido fue dado por muerto. En otra parte de Saint Andrew, tres trabajadores de la construcción murieron cuando el cobertizo en el que dormían se derrumbó. Una niña murió aplastada bajo el peso de una casa de tablas derrumbada en la parroquia de Santa Catalina. Las fuertes aguas arrastraron a tres personas en diferentes puntos de la isla. En medio de una microrráfaga, una manga marina arrancó techos de edificios y hospitalizó a cinco residentes en Savanna-la-Mar, capital de la parroquia de Westmoreland, mientras que al noroeste, fuertes ráfagas y fuertes olas afectaron la ciudad turística de Negril. A raíz de la tormenta, se recuperó un cuerpo de los escombros a lo largo de una carretera en Saint Catherine. Las calles, carreteras y puentes inundados aislaron comunidades en siete parroquias de la isla y atraparon a cientos de residentes en sus hogares.
La infraestructura de Jamaica quedó devastada por el diluvio, lo que representó la mayor parte de los daños causados por Nicole en la isla. Más de 288.000 viviendas se quedaron sin electricidad en el punto álgido de la tormenta debido a la caída de cables y postes eléctricos. Alrededor del 40 % del suministro de agua de la isla se vio interrumpido en algún momento. Decenas de puentes sufrieron un colapso total debido a la crecida de ríos y arroyos. En Kingston, muchos pasos subterráneos quedaron totalmente inundados debido a que las lluvias prolongadas desbordaron los desagües pluviales; las inundaciones posteriores dejaron intransitables muchas carreteras de la ciudad. La destrucción de la infraestructura fue especialmente extensa en las parroquias de Westmoreland, Saint Elizabeth y Hanover, aunque en general, 543 de las principales carreteras de la isla sufrieron al menos algún grado de daño. Los costos totales vinculados a la infraestructura se acercaron a los J$20 mil millones (US$235,4 millones).
Nicole también causó daños materiales generalizados: de las 2169 viviendas afectadas, 474 sufrieron daños graves, mientras que 54 quedaron irreparables. Las pérdidas totalizaron J$274,3 millones (US$3,2 millones), de los cuales J$75,6 millones (US$890.000) se destinaron a reemplazar las viviendas destruidas. Tras la destrucción de gran parte de los cultivos y el ganado de la isla, incluyendo el 40% de la producción bananera de la temporada, el sector agrícola sufrió pérdidas por J$576,5 millones (US$6,8 millones). La tormenta tuvo un impacto perceptible en el medio ambiente, crucial para la economía y el turismo de Jamaica. La escorrentía superficial y los derrames en zonas industriales y sistemas de alcantarillado se infiltraron en grandes extensiones de tierra, lo que provocó contaminación del suelo, erosión costera y deterioro de los ecosistemas. Además, se observaron daños leves en la vegetación, como árboles arrancados.

#### Cuba

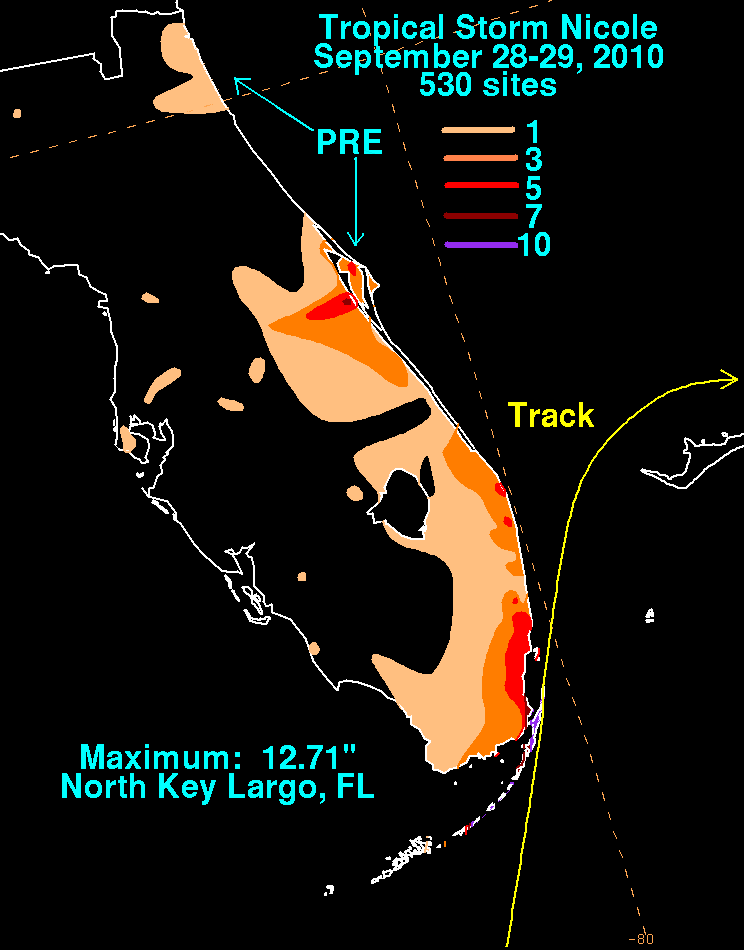
Lluvias de la tormenta tropical Nicole en Florida

Mientras Nicole se intensificaba en alta mar, sus bandas exteriores produjeron fuertes lluvias sobre Cuba, afectada por la sequía. Las precipitaciones fueron particularmente abundantes en la costa sureste: un total de 234 mm (9,22 pulgadas) cayó en Cabo Cruz, en la montañosa provincia de Granma, en 48 horas. La región también registró brevemente vientos huracanados, con ráfagas de hasta 85 km/h (53 millas por hora) en la bahía de Guantánamo. En toda la zona oriental de Cuba, casi 300 personas buscaron refugio tras la tormenta. Con el desbordamiento de los ríos de Granma, ocho casas se derrumbaron y más de 300 quedaron inundadas en el pueblo costero de Pilón. Las inundaciones obstruyeron varias carreteras, y tramos de la carretera entre Granma y Santiago de Cuba quedaron destruidos. La tormenta provocó la pérdida de 2,5 toneladas (5000 libras) de cultivos y ganado. Sin embargo, estos efectos se consideraron menores en comparación con el alivio que las lluvias dieron a un período seco persistente.

#### Islas Caimán
En las Islas Caimán, ráfagas de viento de hasta 82 km/h provocaron mares agitados con olas de entre 2,4 y 3,0 m (8 y 10 pies), que causaron una ligera erosión a lo largo de las costas sur y oeste. Las precipitaciones sobre la región fueron intensas y generalizadas, aunque las mayores cantidades cayeron en Gran Caimán; el Aeropuerto Internacional Owen Roberts registró 9,02 pulgadas (229 mm) en un período de dos días. Los daños generales a las islas fueron limitados: las fuertes lluvias inundaron zonas bajas, provocaron goteras en los techos y dejaron sin electricidad el este de gran Caimán.

### Estados Unidos

#### Florida
A pesar de la amenaza inicial de fuertes tormentas y ráfagas, Florida se libró del impacto directo de Nicole. La tormenta rozó el estado dejando solo chubascos. En North Key Largo cayeron 12,71 pulgadas (323 mm) de lluvia, aunque el continente recibió cantidades mucho menores. La tormenta inundó calles de Miami Beach y el norte de los Cayos de Florida, así como una vivienda. De igual manera, el mal tiempo se extendió por el noroeste de las Bahamas sin consecuencias significativas.

#### Costa Este
Los restos extratropicales de Nicole retuvieron mucha humedad y finalmente se combinaron con un gran sistema de baja presión que avanzaba lentamente hacia la costa este de Estados Unidos. La perturbación resultante produjo tormentas torrenciales en costas enteras y en el interior, hasta el norte de Canadá, causando cortes de electricidad generalizados y rompiendo numerosos récords de precipitaciones en toda la región. El clima más extremo se concentró en el este de Carolina del Norte; durante la semana del 24 de septiembre al 1 de octubre, la mayoría de las comunidades allí registraron totales de lluvia de al menos 8 a 10 pulgadas (200 a 250 mm). Wilmington registró 573 mm (22,54 pulgadas) de lluvia, la mayor cantidad recibida en un período de cinco días desde 1871, mientras que Kinston registró 380 mm (15 pulgadas) durante ese período. Las inundaciones generalizadas, agravadas por el desbordamiento de arroyos y ríos, inundaron varias manzanas de viviendas. Alrededor de 150 carreteras fueron cerradas debido a las condiciones peligrosas; sin embargo, siete personas murieron en accidentes de tránsito en todo el estado.

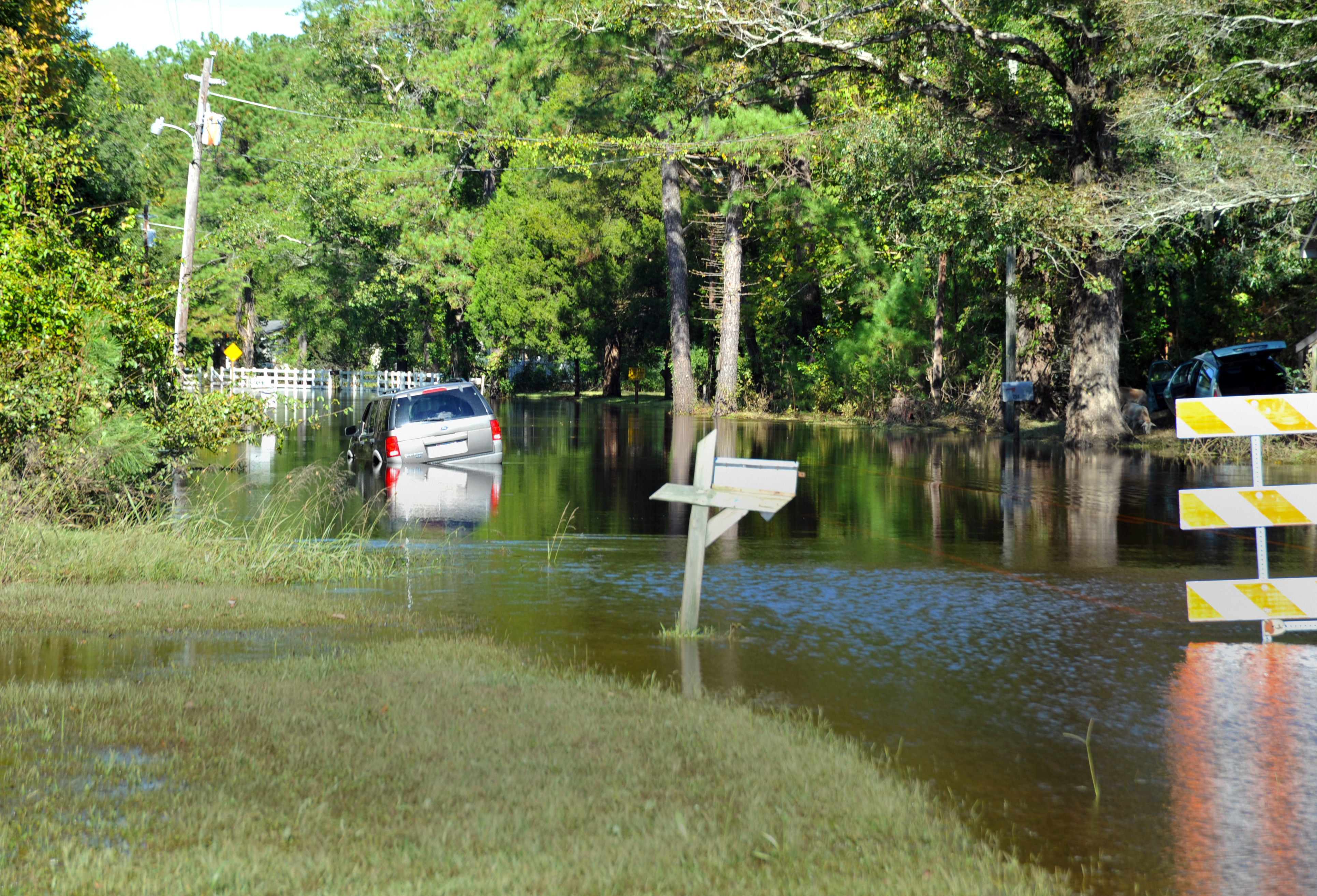
Inundaciones del sistema postropical en Vanceboro, Carolina del Norte.

En el Atlántico Medio, el fenómeno meteorológico rompió el récord de precipitaciones de 24 horas para el 30 de septiembre en varios lugares: los aeropuertos de Norfolk, Baltimore-Washington y Ronald Reagan Washington registraron 7,85 pulgadas (199 mm), 6,02 pulgadas (153 mm) y 4,66 pulgadas (118 mm), respectivamente. En Maryland, dos autobuses chocaron en medio de una tormenta, hiriendo a 26 de sus pasajeros. En los estados de Pensilvania y Nueva Jersey, se bloqueó todo acceso al río Delaware en el Área Recreativa Nacional Delaware Water Gap. Con estimaciones localizadas de hasta 8 pulgadas (200 mm), el estado de Nueva York experimentó algunas de sus precipitaciones más históricas; un total oficial de 4,24 pulgadas (108 mm) rompió el récord de 24 horas para cualquier día del calendario en Binghamtom. Las inundaciones repentinas en todo el estado provocaron una muerte por ahogamiento y daños por valor de 10.000 dólares estadounidenses. También se produjeron inundaciones considerables en Vermont y Pensilvania, con un máximo de lluvia de 270 mm en 24 horas en Moscú. Más al norte, la depresión remanente intensificó el gradiente de presión sobre el sur de Nueva Inglaterra, generando fuertes vientos que dejaron sin electricidad al condado de Litchfield. Las lluvias allí también causaron inundaciones menores.

### Canadá
En Quebec, los torrentes que siguieron a una lluvia de 89 mm inundaron sótanos y provocaron dos ahogamientos. A pesar de las muertes y los daños, las lluvias aliviaron las prolongadas condiciones de sequía en esas regiones.

## Consecuencias
El 5 de octubre, Jamaica fue declarada en estado de desastre nacional debido a los efectos del huracán Nicole. En respuesta, la Oficina de Asistencia para Desastres en el Extranjero de USAID proporcionó US$50.000 para la compra y entrega de suministros de socorro y combustible para vehículos de emergencia. El Ministerio de Agricultura y Pesca donó aproximadamente J$4 millones (US$46.800) a la Asociación de Productores de Invernaderos para la reparación de invernaderos. En colaboración con la Organización de las Naciones Unidas para la Alimentación y la Agricultura (FAO), se asignaron aproximadamente J$12 millones (US$140.400) para iniciar la plantación de aproximadamente 50.000 plántulas. La División Veterinaria brindó asistencia financiera a los ganaderos y envió técnicos veterinarios con medicamentos profilácticos y vitaminas para prevenir la enfermedad de la pata podrida en pequeños rumiantes, como cabras y ovejas. El costo de los medicamentos se estimó en J$2 millones (US$23.400). El Fondo para Catástrofes de la Junta Bananera, que en ese momento contaba con J$50 millones (US$585.000), proporcionó apoyo monetario y recursos humanos a los productores locales de banano y plátano.

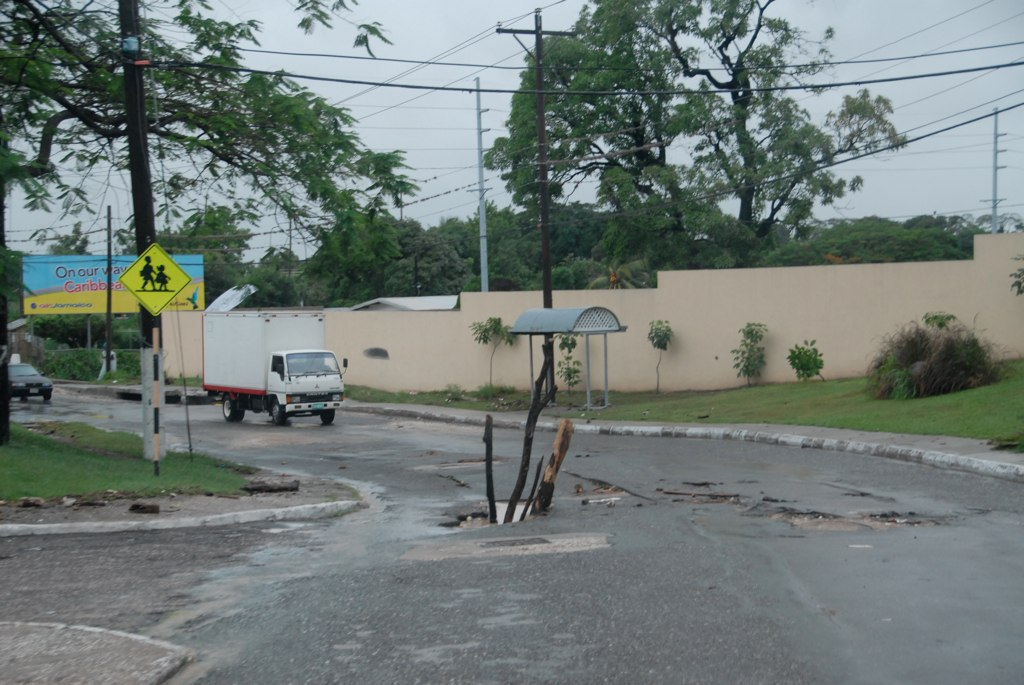
Los daños en las carreteras tras el paso de Nicole fueron generalizados en toda Jamaica..

Once días después de la tormenta, la Federación Internacional de Sociedades de la Cruz Roja y de la Media Luna Roja asignó 150.644 francos suizos (156.221 dólares estadounidenses) para ayudar a la Cruz Roja de Jamaica a distribuir ayuda a unas 500 familias (o 2.500 beneficiarios) que necesitaban suministros básicos. A fines de diciembre de 2010, la Asociación Jamaicano-Canadiense en Toronto, Ontario, recaudó un total de 10.153,87 dólares canadienses (10.221,33 dólares estadounidenses) en fondos de socorro para las víctimas de las inundaciones. El Consejo Parroquial de Hanover solicitó J$30 millones (US$351.000) para ayudar al Consejo Parroquial de Saint James y otras autoridades municipales de todo el país en los trabajos de limpieza y embellecimiento posteriores a la tormenta. Se aprobó una subvención de J$ 279 millones (US$ 3,26 millones) para la reconstrucción de un importante tramo de carretera en la parroquia de Westmoreland.
A pesar de las oportunas labores de socorro, los efectos del huracán Nicole se sintieron durante meses. El producto interno bruto de Jamaica, que venía sufriendo un crecimiento económico considerablemente lento, se redujo aún más tras los extensos daños. El sector agrícola sufrió ligeras pérdidas debido a la reducción de la producción de huevos debido a los efectos traumáticos de la tormenta sobre las gallinas de granja. Ante los altos costos de reparación, la isla registró niveles de consumo durante la temporada navideña de 2010 por debajo de lo normal.